# Digital Domain
Digital Domain — американская компания, специализирующаяся в области компьютерной анимации и визуальных эффектов. Была основана Джеймсом Кэмероном, Скоттом Россом и Стэнли Винстоном в Венисе (США). Компания известна созданием инновационных визуальных эффектов для фантастических фильмов, рекламы и игр. Находится в частном владении Galloping Horse America LLC в сотрудничестве с Reliance MediaWorks.

## История
Компания начала свою деятельность в 1994 с фильмов Правдивая ложь, Интервью с вампиром и Цвет ночи.
Digital Domain создавала спецэффекты более чем в 90 фильмах, включая Титаник, Аполлон-13, Куда приводят мечты, Пятый элемент, Гринч — похититель Рождества, Армагеддон, Звёздный путь: Возмездие, Послезавтра, Я, робот, Флаги наших отцов, Пираты Карибского моря: На краю света, Трансформеры, Спиди-гонщик, Загадочная история Бенджамина Баттона, Звёздный путь, Трансформеры: Месть падших, Бросок кобры, 2012, Перси Джексон и похититель молний, Команда-А, Аватар, Трон: Наследие, Tор, Люди Икс: Первый Класс, Трансформеры 3: Тёмная сторона Луны и Живая сталь.
В октябре 2002 Digital Domain открывает подразделение D2 Software для разработки и распространения программы для композитинга Nuke. Этот ход был частично мотивирован выпуском компанией Apple похожей программы Shake.
В мае 2006 Wyndcrest Holdings, LLC Архивная копия от 18 июля 2011 на Wayback Machine покупает Digital Domain, куда затем вступают основатель Wyndcrest Джон Текстор, режиссёр Майкл Бэй, бывший исполнительный директор Microsoft Карл Сторк, бывший игрок NFL и телевизионный комментатор и Джонатан Тифорд. Тем не менее, в 2009 году, Карл Сторк продал свою долю акций в компании материнской компании Digital Domain Media Group, Бэй продал свою долю акций в компании в марте 2010 года, а 8 сентября 2010 года, Сторк подаёт иск против Textor и Digital Domain Holdings, Inc (далее в прениях, как «DD Калифорния»), которые стремятся отменить продажу своих акций.
Wyndcrest приобрела The Foundry в 2007 году, которая затем взяла на себя развитие Nuke. Позже, в 2009, был выкуплен контрольный пакет акций.
В 2009 году материнская компания DDMG открыла Tradition Studios во Флориде, чтобы разрабатывать и производить оригинальные, ориентированные на семью компьютерные анимационные фильмы. 3 января 2012 года студия переехала в новый большой (10684 м2) павильон во Флориде. Студия привлекла много талантов, в том числе Аарон Блейз, режиссёр Братец медвежонок, и Брэд Льюис, сорежиссёр Тачки 2, и разрабатывает анимационный фильм Легенда о Тембо для релиза в 2014 с Аароном Блейзом и Чаком Уильямсом в качестве режиссёров.
В ноябре 2011 DDMG провела первичное публичное размещение, и компания была зарегистрирована на Нью-Йоркской фондовой бирже под символом DDMG. В 2012 DDMG объявил о инициативе открыть VFX студии в Пекине, Китае и Абу-Даби.
Кроме того, в 2012 году, дочерняя компания Digital Domain создала голограмму покойной звезды рэпа Тупака Шакура для шоу Доктора Дре и Снуп Догга на Coachella Valley Music and Arts Festival, что дало компании признание во всем мире. Digital Domain также сообщила, что компания будет создавать виртуального Элвиса Пресли в партнерстве с CORE Media Group.